# ソロモンの大いなる鍵
『ソロモンの大いなる鍵』（ソロモンのおおいなるかぎ、The key of Solomon the king）は、大英博物館に保管されていたソロモンの名を冠する7冊の断章を基にマグレガー・メイザースによって再構成された魔術書である。
グリモワールとしては有名だが、もう1冊のソロモンの鍵である『ソロモンの小さな鍵』、『ゴエティア』や『レメゲトン』とも呼ばれる書の方が72の悪魔の召喚及び使役といった派手な内容の為か認知度が高く、混同される場合が多い。

## 概要
そもそもソロモンの大いなる鍵と呼ばれるこの魔術書は、ソロモンの名を冠する魔道書の断章を再編したものであるが、基になっている断章も15 - 18世紀頃のものとされオリジナルではない。
記録だけであれば、紀元1世紀に歴史家ヨセフの著書の中にも『ソロモンの名を冠する魔術書』の記載がある。
しかし、書き写して継承される間にその内容は変異したものと思われる。事実、マグレガー・メイザースも英訳をする際にスペルミスや、認識不可能な語句に相当な苦労を強いられたらしい。
また、グリモワールを所有する多くの魔術者達は異端者扱いや魔女裁判等を避ける為、魔術書は『完本』ではなく断章として保管していた。
オリジナルが失われている上に長い時間の中で内容に差異がみられる為、実際にソロモンが書き残したものであるのかという点についても、定かではない。
しかし、その内容は魔術書としては典型的で理想的だと言える。
主だった内容は、各種の魔術道具の作り方、儀式を行うにあたっての決まり事、七つの惑星の霊の力を借りる為の術式等についての解説である。
そしてこの書の最も特徴的な内容は豊富な図版とその付録にある大量のペンタクル（魔術に使う護符）である。